# 馬布爾瓦利 (阿拉巴馬州)
馬布爾瓦利（英語：Marble Valley）是一個位於美國阿拉巴馬州庫薩縣的非建制地區。該地的面積和人口皆未知。

## 地理
馬布爾瓦利的座標為33°02′38″N 86°27′07″W / 33.04388°N 86.45194°W，而該地最高點為海拔高度158米（即518英尺）。